# جامعه‌شناسی تصویری
جامعه‌شناسی تصویری (به انگلیسی: Figurational sociology) یک سنت پژوهشی است که در آن شکل‌های انسان – شبکه‌های انسان‌های وابسته به هم در حال تکامل - واحد پژوهش هستند. اگرچه این سنت بیشتر یک موضع روش‌شناختی است تا یک مکتب عملی معین.
ویژگی‌های اساسی این سنت چنین است:
نگرانی برای «فرایند»، نه «سازمان». جامعه‌شناسی تصویری با عنوان «جامعه‌شناسی فرآیندی» نیز شناخته می‌شود. این ویژگی تلاشی است برای تصحیح زبانی پیشداوری که نظریه را به تقلیل فرایندها را به عناصر ایستا تبدیل می‌کند و برای مثال، کنشگران انسانی را از کنش‌هایشان جدا می‌کند. همان‌طور که زبان شناسان برای به دست آوردن درک غنی از تاریخ یک کلمه، که ممکن است به درک کاربردهای بعدی آن کمک کند، بر ریشه‌شناسی تکیه می‌کنند، جامعه شناسان مجازی سعی می‌کنند به روند پیدایش و تکامل یک ویژگی اجتماعی نگاه کنند تا درک کامل تری از عملکرد آن در حال حاضر به دست آورند.
شاید گفته شود متخصصان از این ایده‌آل الهام گرفته‌اند که مانع معمول علوم انسانی سطح بین خرد (مثلاً روان‌شناختی) و کلان (مثلاً سازمان دولتی) حذف شده و پیوندهای علّی آنها بررسی شود. در نتیجه، بسیاری از کارهای انجام شده به نام این رویکرد، ارتباط بین تغییرات روان‌شناسی و شخصیت، از یک سو، و تغییرات در ساختارهای کلان اجتماعی از سوی دیگر را بررسی کرده‌است.
نوربرت الیاس (۲۲ ژوئن ۱۸۹۷–۱ اوت ۱۹۹۰، جامعه‌شناس آلمانی معمولاً به عنوان یک متخصص پایه‌گذار یا اولیه شناخته می‌شود بخاطر نتایج کار پیشگامانه‌اش در سال ۱۹۳۹: «فرایند تمدن‌سازی».